# University of Southern Mississippi
Die University of Southern Mississippi (auch Southern Miss genannt) ist eine staatliche Universität in Hattiesburg im US-Bundesstaat Mississippi. Sie gehört neben der Mississippi State University und der University of Mississippi zu den wichtigsten Hochschulen in Mississippi. Die Hochschule wurde am 30. März 1910 als Mississippi Normal College gegründet. Derzeit sind 16.500 Studenten eingeschrieben. Die Universität unterhält einen zweiten Campus in Long Beach.

## Fakultäten
- Arts and Letters
- Gesundheit
- Pädagogik und Psychologie
- Wirtschaftswissenschaften
- Wissenschaft und Technologie
- George R. Olliphant Honors College
- Graduate Studies
- International Studies Program

## Sport
Die Sportteams der Hochschule sind die Golden Eagles bzw. Lady Eagles. Sie sind Mitglied in der Sun Belt Conference.

## Persönlichkeiten
- Jimmy Buffett, Sänger
- Jamie Collins, Footballspieler
- Brett Favre, Footballspieler
- Ray Guy, Footballspieler
- Joe Vetrano, Footballspieler
- Jerrel Wilson, Footballspieler